# Liste der Kulturdenkmäler in Weißkirchen (Oberursel)
Die folgende Liste enthält die in der Denkmaltopographie ausgewiesenen Kulturdenkmäler auf dem Gebiet des Ortsteils Weißkirchen der  Stadt Oberursel, Hochtaunuskreis, Hessen.
Hinweis: Die Reihenfolge der Denkmäler in dieser Liste orientiert sich an der Anschrift, alternativ ist sie auch nach der Bezeichnung, der vom Landesamt für Denkmalpflege vergebenen Nummer oder der Bauzeit sortierbar.
Kulturdenkmäler werden fortlaufend im Denkmalverzeichnis des Landes Hessen durch das Landesamt für Denkmalpflege Hessen auf Basis des Hessischen Denkmalschutzgesetzes (HDSchG) geführt. Die Schutzwürdigkeit eines Kulturdenkmals hängt nicht von der Eintragung in das Denkmalverzeichnis des Landes Hessen oder der Veröffentlichung in der Denkmaltopographie ab.

| Bild                            | Bezeichnung                              | Lage                                                                                 | Beschreibung                   | Bauzeit   | Objekt-Nr. |
| ------------------------------- | ---------------------------------------- | ------------------------------------------------------------------------------------ | ------------------------------ | --------- | ---------- |
| weitere Bilder                  | Wohnhaus Bischof-Brand-Straße 1          | Bischof-Brand-Straße 1 LageFlur: 2, Flurstück: 67/1                                  | Elternhaus von Aloys Henninger |           | 100553 DDB |
| weitere Bilder                  | Heiligenhäuschen                         | Bischof-Brand-Straße 13 (Pfarrer-Alois-Reichwein-Weg) LageFlur: 14, Flurstück: 693/6 |                                | 1818      | 100357 DDB |
| weitere Bilder                  | Katholische Pfarrkirche Sankt Crutzen    | Bischof-Brand-Straße 13/11 LageFlur: 2, 14, Flurstück: 66/1, 66/3, 693/6             |                                | 1961–1963 | 761388 DDB |
| weitere Bilder                  | Kruzifix                                 | Friedhofsweg LageFlur: 1, Flurstück: 133/2                                           |                                |           | 100554 DDB |
| Wasserturm                      | Wasserturm                               | Hiroshimastraße 1 LageFlur: 20, Flurstück: 2195/14                                   |                                | 1942      | 100339 DDB |
| Kurmainzer Straße 64a           | Hofanlage Kurmainzer Straße 64a          | Kurmainzer Straße 64a LageFlur: 2, Flurstück: 75/1                                   |                                |           | 100338 DDB |
| Bild gesucht BW                 | Wohnhaus Kurmainzer Straße 69            | Kurmainzer Straße 69 LageFlur: 3, Flurstück: 93/8                                    |                                |           | 100337 DDB |
| weitere Bilder                  | Ruine der Sankt Johannes-Baptista-Kirche | Urselbachstraße ohne Nummer LageFlur: 1, Flurstück: 35                               |                                |           | 737945 DDB |
| weitere Bilder                  | Krämer-Kreuz                             | Urselbachstraße (Ecke Niederurseler Straße) LageFlur: 4, Flurstück: 3300/1           |                                | 1729      | 100341 DDB |
| Urselbachstraße, Schrimpf-Kreuz | Schrimpf-Kreuz                           | Urselbachstraße (bei Nr. 101) LageFlur: 4, Flurstück: 3300/1                         |                                | 1814      | 100342 DDB |
| Urselbachstraße 8-10            | Wohnhaus Urselbachstraße 8/10            | Urselbachstraße 8/10 LageFlur: 1, Flurstück: 94/57, 95/55                            |                                |           | 100355 DDB |
| weitere Bilder                  | Hofanlage Urselbachstraße 12             | Urselbachstraße 12, Erlengasse 5 LageFlur: 1, Flurstück: 175/54                      |                                |           | 100343 DDB |
| weitere Bilder                  | Wohnhaus Urselbachstraße 15              | Urselbachstraße 15 LageFlur: 1, Flurstück: 156/15                                    |                                |           | 100344 DDB |
| Urselbachstraße 17              | Wohnhaus Urselbachstraße 17              | Urselbachstraße 17 LageFlur: 1, Flurstück: 14/11                                     |                                |           | 100345 DDB |
| weitere Bilder                  | Wohnhaus Urselbachstraße 18              | Urselbachstraße 18 LageFlur: 1, Flurstück: 51/17                                     |                                |           | 100346 DDB |
| weitere Bilder                  | Wohnhaus Urselbachstraße 23              | Urselbachstraße 23/25 LageFlur: 1, Flurstück: 26/16                                  |                                |           | 100347 DDB |
| weitere Bilder                  | Wohnhaus Urselbachstraße 37              | Urselbachstraße 37 LageFlur: 1, Flurstück: 26/11                                     |                                |           | 100348 DDB |
| Bild gesucht BW                 | Wohnhaus Urselbachstraße 49/51           | Urselbachstraße 49/51 LageFlur: 1, Flurstück: 32/1                                   |                                |           | 100349 DDB |
| Urselbachstraße 53-55           | Wohnhaus Urselbachstraße 53/55           | Urselbachstraße 53/55 LageFlur: 1, Flurstück: 33/1                                   |                                |           | 100350 DDB |
| weitere Bilder                  | Ehemalige Schule                         | Urselbachstraße 59 LageFlur: 1, Flurstück: 34                                        |                                | 1854–1855 | 100813 DDB |
| Urselbachstraße 61              | Wohnhaus Urselbachstraße 61              | Urselbachstraße 61 LageFlur: 1, Flurstück: 135/6                                     |                                |           | 100356 DDB |
| Urselbachstraße 67              | Wohnhaus Urselbachstraße 67              | Urselbachstraße 67 LageFlur: 1, Flurstück: 39/1                                      |                                |           | 100351 DDB |
| weitere Bilder                  | Wohnhaus Urselbachstraße 69              | Urselbachstraße 69 LageFlur: 1, Flurstück: 40                                        |                                |           | 100352 DDB |
| Urselbachstraße 75              | Wohnhaus Urselbachstraße 75              | Urselbachstraße 75 LageFlur: 1, Flurstück: 44/1                                      |                                |           | 100353 DDB |
| Urselbachstraße 77              | Wohnhaus Urselbachstraße 77              | Urselbachstraße 77 LageFlur: 1, Flurstück: 45/3                                      |                                |           | 100354 DDB |